# جسر عرقة
جسر عرقة التاريخي يقع فوق نهر عرقة، يصل عكار بسائر مناطق الشمال اللبناني

## مواصفاته
هو جسر خراساني، قائم على أضلاع حديدية وباطونية جاهزة الصنع ويبلغ طوله سبعين متراً وارتفاعه يتجاوز الأربعين متراً.

## موقعه
يقع بمحاذاة الموقع الأثري التاريخي المكوّن من تلّ عرقة الذي تعود آثاره إلى العصر البرونزي الوسيط (1500ق.م)، وهو عاصر مختلف المراحل التاريخية لمدينة عرقة الرومانية الشهيرة.

## إنشاؤه
أنشئ في مطلع الستينيات من القرن الماضي، بمبادرة من أهل عكار لتأمين التواصل مع محيطهم. بني الجسر بحجارة تتلاءم مع طبيعة التل الأثري القريب، إلا أنه تعرّض للدمار الشامل في حرب لبنان 2006.

## قصف الجسر
تعرض الجسر الأربع غارات دمّرته بالكامل، في حرب لبنان 2006، وذلك من قبل سلاح الجو الإسرائيلي، وذلك رغم بُعد الجسر عن ساحة المعارك والحرب الدائرة. وقد تبرعت بإعادة بنائه شركة «جينيكو».